# 榊原美沙都
榊原 美沙都（さかきばら みさと、1991年11月14日 - ）は、日本の元女子バレーボール選手である。

## 来歴
東京都あきる野市出身。バレーボールをやっていた実母の影響で、小学1年次からバレーボールを始めた。
東京女子体育大学に進学し、2013年6月の東日本大学バレーボール選手権大会優勝や同年の全日本バレーボール大学男女選手権大会3位入賞に貢献した。
実業団の三菱東京UFJ銀行を経て、2015年7月にVプレミアリーグのトヨタ車体クインシーズに入団した。同年11月7日の日立戦でスターティングリベロとして出場しプレミアデビューを果たした。2016-17シーズンは佐藤澪の戦線離脱もあり、スターティングリベロに定着している。
2021年5月25日、トヨタ車体クインシーズ公式サイトにて現役引退と退団が発表された。

## 所属チーム
- 秋川JVC
- あきる野市立あきる野西中学
- 実践学園高校
- 東京女子体育大学（2010-2014年）
- 三菱東京UFJ銀行（2014-2015年）
- トヨタ車体クインシーズ #8（2015-2021年）

## 受賞歴
- 2012年 - 関東大学バレーボールリーグ1部 秋季リーグ サーブレシーブ賞
- 2013年 - 東日本大学バレーボール選手権大会 ベストリベロ

## 個人成績
Vプレミアリーグレギュラーラウンドにおける個人成績は下記の通り。
| シーズン | 所属       | 出場 | 出場   | アタック | アタック | アタック | アタック | ブロック | ブロック | サーブ | サーブ | サーブ | サーブ | レセプション | レセプション | 総得点 | 備考 |
| -------- | ---------- | ---- | ------ | -------- | -------- | -------- | -------- | -------- | -------- | ------ | ------ | ------ | ------ | ------------ | ------------ | ------ | ---- |
| シーズン | 所属       | 試合 | セット | 打数     | 得点     | 決定率   | 効果率   | 決定     | /set     | 打数   | エース | 得点率 | 効果率 | 受数         | 成功率       | 総得点 | 備考 |
| 2015/16  | トヨタ車体 | 2    | 8      | 0        | 0        | 0.00%    | %        | 0        | 0        | 0.0    | 0      | %      | 0.0%   | 26           | 76.9%        | 0      |      |
| 2016/17  | トヨタ車体 | 21   | 79     | 0        | 0        | 0.0%     | %        | 0        | 0.00     | 0      | 0      | %      | 0.0%   | 423          | 69.0%        | 0      |      |
| 2017/18  | トヨタ車体 | 21   | 79     | 0        | 0        | 0.0%     | %        | 0        | 0.00     | 0      | 0      | %      | 0.0%   | 274          | 54.2%        | 0      |      |
| 2018/19  | トヨタ車体 |      |        |          |          | %        | %        |          |          |        |        | %      | %      |              | %            |        |      |